# Мищенко, Александр Павлович (дипломат)
Александр Павлович Мищенко (укр. Олександр Павлович Міщенко; род. 24 августа 1964, Туапсе)— украинский политик и дипломат. Заместитель министра иностранных дел Украины (с 2024).

## Биография
Родился 24 августа 1964 года в Туапсе в семье военнослужащего. Окончил Киевское Суворовское военное училище (1981), Донецкоe высшеe военно-политическоe училищe инженерных войск и войск связи имени генерала армии А. А. Епишева (1985), юридический факультет (1995) и аспирантуру (1999) Львовского национального университета имени И. Франко.
Кандидат юридических наук. (2002, тема диссертации — «Политико-правовая система Турции в 1918—1945 годах»).
С 1985 по 1989 год - служба в армии. В июне 1989 года уволился в связи с сокращением Вооружённых Сил СССР.
В 1989—1993 годах возглавлял отдел международного сотрудничества Львовского национального университета имени И. Франко.
С 1993 года на дипломатической службе . 
В 1993—1996 годах работал в Консульском управлении МИД Украины. С декабря 1993 по апрель 1994 года — второй, затем до августа 1995 года первый секретарь отдела консульско-правовых вопросов. С августа 1995 по январь 1996 года — советник отдела по вопросам гражданства. 
С января по ноябрь 1996 года — начальник отдела анализа, планирования и организации работы Консульской службы МИД Украины.
С ноября 1996 по февраль 2000 года — генеральный консул Украины в Стамбуле.
С февраля 2000 по декабрь 2001 года — заместитель начальника Консульского управления МИД, заместитель директора Департамента консульской службы — начальник управления консульско-правового обеспечения МИД Украины.
С декабря 2001 по декабрь 2002 года — советник-посланник посольства Украины в Польше.
С декабря 2002 по апрель 2003 года — посол по особым поручениям МИД Украины.
С апреля 2003 по 2 августа 2004 года — советник-посланник, временный поверенный в делах Украины в Австралии.
Чрезвычайный и полномочный посол Украины в Австралии (2 августа 2004 — 22 августа 2005).
Чрезвычайный и полномочный посол Украины в Турции (22 августа 2005 — 29 июля 2008).
В 2008 — 2011 годах — директор IV территориального департамента МИД Украины.
Чрезвычайный и полномочный посол Украины в Азербайджане (24 февраля 2011  — 27 декабря 2018). 19 апреля 2011 года вручены верительные грамоты президенту Азербайджана И. Алиеву .
Чрезвычайный и полномочный посол Украины в Латвии (27 февраля 2019 — 23 декабря 2022).   
С 2023 года являлся советником по международным вопросам заместителя председателя Верховной Рады Елены Кондратюк.   
Заместитель министра иностранных дел Украины (с 1 ноября 2024).   
Владеет английским, польским языками.
Автор монографий «Политико-правовая система Польши в период от Шляхтской Республики до II Польской Республики» (1995) и «Турция. От Империи до Республики (1914—1945)» (2000).

## Дипломатический ранг
- Чрезвычайный и Полномочный Посол Украины (21 декабря 2009)[12]

## Личная жизнь
Женат, жена Мирослава Мищенко, дочь Мария (род. 2004). 